# 簡思恩
簡思恩（英語：Melody Kan See Yan，1995年10月27日—），香港女演員、泰拳教練及泰拳拳手，曾為2021年無綫電視藝員訓練班學員。

## 簡介
簡思恩是旅遊網紅袁學謙表妹，早年就讀保良局羅氏基金中學。中學畢業後開始任職模特兒，曾參與不同廣告、私影及劇集演出，並活躍於網絡平台。2020年，她轉向幕後發展，亦因失戀致肥而慢慢接觸健身運動（瑜伽兼泰拳）；同年參與拍攝首套網路劇集《異數者》，又考取營養師牌照及香港泰拳理事會泰拳教練資格。2021年，她陸續轉型為演員，並於6月選擇報讀第31期無綫電視藝員訓練班，也經朋友鼓勵下在7月香港書展中，推出首本著作《You Can Be Beautiful 原來你可以很美》教授修身食譜。

## 演出作品

### 電視劇
| 首播     | 劇名                   | 角色                               |
| ViuTV    |                        |                                    |
| 2019年   | 理想國                 |                                    |
| Viu      |                        |                                    |
| 2021年   | 異數者                 | 蘇兒、KATA                         |
| 無綫電視 |                        |                                    |
| 2021年   | 愛·回家之開心速遞      | 賈明媛助手（第1383、1399、1406集） |
| 2021年   | 愛·回家之開心速遞      | 威龍百貨客人（第1389集）           |
| 2022年   | 回歸光影頌：神奇的燈泡 | 職員                               |
| 2022年   | 回歸                   | 律師助理（第4、8集）               |
| 2022年   | 輕·功                  | 年青女（第12集）                   |
| 2023年   | 新四十二章             | 大學生                             |
| 2023年   | 新四十二章             | 酒吧客人                           |
| 2023年   | 隱形戰隊               | 人質（第11、12集）                 |
| 2023年   | 隱形戰隊               | 少女（第13集）                     |
| 2023年   | 隱形戰隊               | 教練（第14、27集）                 |
| 2023年   | 隱形戰隊               | 市民（第25集）                     |
| 2023年   | 法言人                 | 年輕律師（第15集）                 |
| 2023年   | 隱門                   | Tina（第14、19、20集）             |
| 2025年   | 富貴千團               | 工作人員（第5、6集）               |
| 2025年   | 奪命提示               | 殺手M（第25集）                    |

### 電視節目
| 首播     | 節目名         | 備註                                     |
| 無綫電視 |                |                                          |
| 2021年   | 善心滿載仁愛堂 | 舞蹈演出                                 |
| 2021年   | 奧運健兒展風采 | 演出                                     |
| 2021年   | 歡樂滿東華     | 演出                                     |
| 2022年   | 流行都市       | 演出（泰拳教練、化妝模特兒）             |
| 2022年   | 咔嚓咔嚓       | 與羅天宇、楊潮凱、孔德賢及葉靖儀一同主持 |

### 廣告
| 年份   | 內容                                      |
| 2016年 | Pretty Medical Pro【硬照廣告】            |
| 2017年 | 3HK「梁祖堯 × 3Delight」                  |
| 2017年 | 金鳳香米（香港）【電視廣告】              |
| 2017年 | FitBoxx元氣館（香港）【網絡廣告】         |
| 2017年 | 史雲生清雞湯（香港）【電視廣告】          |
| 2017年 | 澳門旅發局（香港）【電視廣告】            |
| 2017年 | Private Shop（香港）【電視廣告】          |
| 2017年 | Tanrich Family Office（香港）【網絡廣告】 |
| 2017年 | LOG-ON（香港）【網絡廣告】                |
| 2018年 | KFC「我嘅第一桶金，係有人同我一桶一齊分」 |
| 2021年 | FitBoxx元氣館【網絡廣告】                 |
| 2021年 | Champ Fitness（香港）【網絡廣告】         |
| 2021年 | White Dragon Club（香港）（代言人）       |

### 其他

#### 司儀
| 年份   | 內容                                                   |
| 2015年 | 恒基兆業地產有限公司「利奧坊·曉岸」項目發布會          |
| 2015年 | 恒基兆業地產有限公司「迎豐」項目發布會                 |
| 2016年 | 恒基兆業地產有限公司「加多利軒」項目發布會             |
| 2017年 | 恒基兆業地產有限公司「高爾夫御苑Eden Manor」項目發布會 |

## 書籍
- 2021年7月14日：《You Can be Beautiful 原來你可以很美》（今日出版有限公司、ISBN 9789887586616）[10]

## 外部連結
- 簡思恩的Instagram帳戶
- 簡思恩 Melody Kan的Facebook專頁
- YouTube上的簡思恩頻道